# Cestrum
- Commons
- Wikispecies

Cestrum L. (vernacular, cestro) é um género botânico pertencente à família Solanaceae.  As plantas desse gênero são conhecidas por apresentar toxicidade relevante à pecuária bovina. Cestrum intermedium é considerada a planta tóxica de maior importância para bovinocultura no extremo Oeste e Noroeste de Santa Catarina e Sudoeste do Paraná.

## Sinonímia
| - Habrothamnus Endl. - Fregirardia Dunal ex Delile - Meyenia Schltdl. | - Parqui Adans. - Wadea Raf. |

## Espécies
| - Cestrum ambatense Francey - Cestrum aurantiacum Lindl. - Cestrum auriculatum L'Hér. - Cestrum bracteatum Link & Otto - Cestrum chimborazinum Francey - Cestrum corymbosum Schltdl. - Cestrum daphnoides Griseb. - Cestrum diurnum L. - Cestrum ecuadorense Francey - Cestrum elegans (Brongn. ex Neumann) Schltdl. - Cestrum endlicheri Miers. - Cestrum fasciculatum (Schltdl.) Miers - Cestrum humboldtii Francey - Cestrum laevigatum Schltdl. - Cestrum lanuginosum Ruiz & Pavón - Cestrum latifolium Lam. - Cestrum laurifolium L'Hér. | - Cestrum meridanum Pittier - Cestrum mutisii Roem. & Schult. - Cestrum nocturnum L. - Cestrum parqui L'Hér. - Cestrum peruvianum Roemer & Schultes - Cestrum petiolare Humboldt, Bonpland & Kunth - Cestrum psittacinum Stapf - Cestrum quitense Francey - Cestrum roseum Humboldt, Bonpland & Kunth - Cestrum salicifolium Jacq. - Cestrum santanderianum Francey - Cestrum strigilatum Ruiz & Pav. - Cestrum stuebelii Hieron. - Cestrum tomentosum L.f. - Cestrum validum Francey - Cestrum viridifolium Francey |

- Lista completa

## Classificação do gênero
| Sistema | Classificação                      | Referência               |
| ------- | ---------------------------------- | ------------------------ |
| Linné   | Classe Pentandria, ordem Monogynia | Species plantarum (1753) |